# ティル・オイレンシュピーゲル

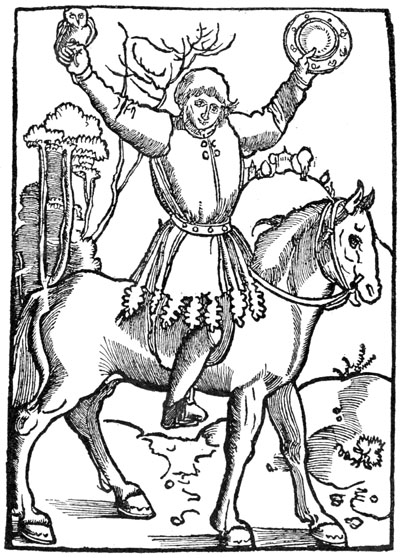
ティル・オイレンシュピーゲル

ティル・オイレンシュピーゲル（Till Eulenspiegel）は、14世紀の北ドイツに実在したとされる、伝説の奇人（トリックスター）。様々ないたずらで人々を翻弄し、最期は病死、もしくは処刑されたとされる。

## 民衆本でのティル・オイレンシュピーゲル
民衆本の中では、ティルはブラウンシュバイクに近いクナイトリンゲン村の生まれで、1350年にメルンでペストのために病死する。
かつて人々が口伝えに物語ってきた彼の生涯は、15世紀にドイツで民衆本「ティル・オイレンシュピーゲルの愉快ないたずら」にまとめられ、出版された。このため彼の言動はエピソードごとに首尾一貫しておらず、様々な地方・語り手によって伝承されたエピソードの編纂であることがうかがえる。オイレンシュピーゲルは様々な事件を引き起こし、定住することがなく放浪し、人間的に成長することのないアンチヒーローである。ここで繰り広げられる彼のいたずら話やとんち話は、日本でいうところの一休さんのように非常に有名である。教会や権力者をからかうティルの姿勢は、日本の吉四六さんにも似通っている。
ドイツでベストセラーになり、そのご様々な言語に訳されて諸国に広まった物語であるが、当時の有名人のなかでは、アルブレヒト・デューラーが1520年ネーデルランド旅行の際にオイレンシュピーゲルの本ないし絵を購入し、マルティン・ルターは何度もオイレンシュピーゲルに言及し、ハンス・ザックスはオイレンシュピーゲルの話に取材した作品を残している。16世紀ドイツの作家ヨーハン・フィッシャルト（Johann Fischart）はその著書『蚤退治』（Flöh Hatz / Weiber Tratz）のエピローグにおいて、『オイレンシュピーゲル』を書いた詩人は、「オイレンシュピーゲルを/この世の徒弟世界の/いたずら者の手本に仕上げた、/何故なら、いたずら者は町や野にあふれているから」と記した。
独文学者手塚富雄・神品芳夫は「次から次といたずらとたくらみで世間を渡ってゆく」主人公に、同じ民衆本『ファウスト博士』の主人公のように「活力と冒険心にみちた当時の人間の一タイプ」を見ている。また、オイレンシュピーゲルを材料にした後世の諸作品の中では、ゲルハルト・ハウプトマンの同名の叙事詩（1928年）を「力作」と評価している。
一方、ヤーコプ・ブルクハルトは『イタリア・ルネサンスの文化』において、15世紀中葉イタリアの有名な道化者について論じた際、オイレンシュピーゲルの笑話について触れ、それを「特定の身分や職業にたいする、擬人化された、たいていはかなり気のきかないわるさ」と評している。
親方への仕返し
ティルは当時の下層民、遍歴職人や大道芸人、道化としてドイツ国中を渡り歩いて様々な都市に現れ、いろいろな職業に従事する。ティルに命令する尊大な親方の気取った言い回しや、ティルの使う低地ドイツ語との方言の行き違えを逆手に取った、ティルの仕返しが毎回の見所となっている。描写も詳細でリアルであり、伝承主体と思われる当時の遍歴職人たちの実体験に基づいていると見られている。親方にいじめられた遍歴職人達は、このティルの仕返しを方々で語り継いで、溜飲を下げていたのである。
この原典は大評判となり、オランダ、フランス、イギリス、デンマーク、ポーランドでも翻訳され、「狐のラインケ」や「司祭アーミス」など他の民衆本からのとんち話が数編組み込まれていった。
病死と死後
ティルは様々ないたずらの旅を繰り広げた末に、病を得て終焉を迎えるが、最後の床でもいたずらを繰り返す。埋葬された際も、手違いで棺が垂直に墓穴に落ち、人々も「へそ曲がりな奴さんのことだ、死んでても立っていたいんだろう」と放置、墓標には「オイレンシュピーゲル、ここに“立つ”（「眠る」ではない）」と刻まれる、という落ちまで付いている。
タブルミーニングとスカトロジー
全編にわたってダブル・ミーニングと、無邪気なスカトロジーが頻出するのが特徴で、様々なエピソードにいたずらの小道具として「大便」が登場し、挿絵にも頻繁に描かれている。

## 編著者と主人公の名前について

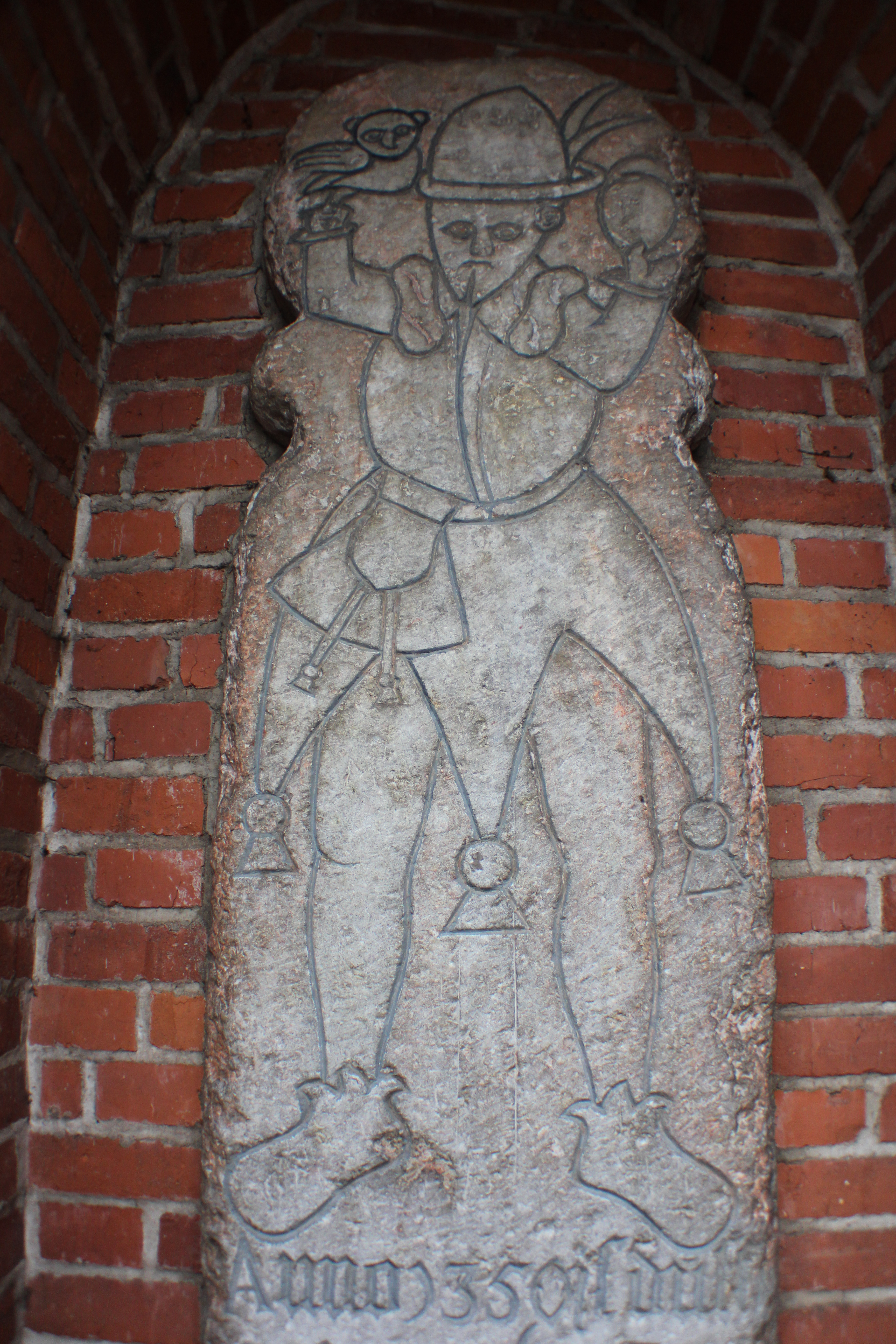
ティル・オイレンシュピーゲル（メルン）

編著者については長年不明とされ、様々な説が出されてきた。オイレンシュピーゲルの初の研究家とされるJ・M・ラッペンベルク（Johann Martin Lappenberg）は、1519年版の「オイレンシュピーゲル」が最初版であり、編者は15～16世紀の風刺詩人トーマス・ムルナー（Thomas Murner）であるという説を唱え、1854年にムルナー名義で出版を行った。しかしその4年後に1515年版が見つかり、この説は否定された。
19世紀末にC・ヴァルターによってヘルマン・ボーテ（Hermann Bote）が編者とされたが、E・シュレーダーらの批判によって立ち消えとなった。その後、チューリッヒの研究家P・ホネガーの研究によって各章の頭の文字がアクロスティックになっており、その中に"ERMAN B"という文字列が見られることなどが判明したため、近年ではこのヘルマン・ボーテが編著者だと考えられている。1978年には、インゼル文庫からボーテ名義のオイレンシュピーゲル本が発行されている。もっとも、その文字列が人名を表わすとしても、それはパトロンないし、改訂者の可能性もあるとする見解もある。
「オイレンシュピーゲル」、「ウーレンシュピーゲル」（Eulenspiegel）の名の語源解釈には二説あり、ひとつは高地ドイツ語での「フクロウと鏡」（Eule + Spiegel）という意味をそのまま受けたもので、上図の民衆本の表紙でもフクロウと鏡を手にした姿で描かれている。阿部謹也はこれを、木版画家のあまり意味のない解釈としている。民衆本の第40話には、彼が「いつもの習慣」としてラテン語で「彼はここにいた」の文字を「梟と鏡」の絵とともに書き残す場面がある。オイレンシュピーゲルがラテン語を使うという不自然さから、この部分は後世の付け足しと考えられている。もっとも、フクロウと鏡を家の紋・屋号（Hauszeichen）とする推測もある。
もう一つの説は、口承で使われた低地ドイツ語の方言で彼の名が「ウーレンシュペーゲル（ウル・デン・シュペーゲル）」（Ulenspegel）と発音され、これは当時の低地ドイツ語で「拭く」（ulen）と「尻」（猟師仲間の隠語のSpegel）、すなわち「尻を拭け」（「くそったれ」に近いか？）意味する駄洒落であるとするものである。こちらも、民衆本の第66話で、窮地に立たされた「ウーレンシュペーゲル」が「俺の尻を（拭かなければならないほど汚いか、汚くないか）とっくりと見てみろ」と開き直り、これから逃れる場面がある。
研究家C・ヴァルター、K・ゲーデケ、W・シェーラーらは、本来の民衆本は低地ドイツ語で書かれ、重版の際に高地ドイツ語に書き換えられたとみている。作品中にも低地ドイツ語のままのエピソードが数編存在し、1515年版が原本とはみられていないが、これ以前の原本は現在も発見されていない。E・カドレックは1916年に、文体や内容の差異から、口承者としてと、編纂者としての2人の作者がいるとしている。一方、L・マッケンゼンは1936年にこれを、教養ある人物による個人創作としている。
ラッペンベルクやE・シュレーダー、W・ヒルスベルクらは、ティルの実在説を採り、生誕地の年代記や死亡地の文書に取材して同姓の人物を見つけているが、確証は得られていない。ティルの死因についても、民衆本以外の記録は無い。

## ティル・オイレンシュピーゲルを題材とした作品
彼を題材とした芸術作品としては、リヒャルト・シュトラウスの交響詩『ティル・オイレンシュピーゲルの愉快ないたずら』（1895年）が良く知られる。民衆本では絞首刑を言い渡されたティルがとんちを利かせてまんまと逃れてみせるが、シュトラウスの交響詩では伝承の別の形に従い、絞首刑が執行され終曲となる。
その他の作品としては、ゲアハルト・ハウプトマンの物語詩『ティル・オイレンシュピーゲル』（1928年）、ジェラール・フィリップの監督・主演映画『ティル・オイレンシュピーゲルの冒険』（1956年）などがある。また、第8話の、主人公が多数の糸を2本ずつ真ん中でしばり合わせ、どの糸の両端にもパンを結び付け、パンをくわえた鶏たちが引っ張り合って立ち往生するいたずらのモチーフは、20世紀にいたるまでドイツの「蔵書らしきもののない」家庭でさえも見られたヴィルヘルム・ブッシュの絵物語『マックスとモーリッツ』（1865）の「第1のいたずら」にも引き継がれている。
日本では、児童文学者の巖谷小波が明治38年に、『木兎（みみずく）太郎』という題名で、数エピソードを子供向きにアレンジした日本語翻案を行った。ほかに、手塚富雄によって28編が選ばれ、昭和26年に「いたずら先生一代記」として「世界文学全集」（河出書房）に加えられている。
1977年には、西ドイツ（当時）の郵政省からオイレンシュピーゲルの記念切手（額面50ペニヒ）が発売されている。

## 現代ドイツでのティル・オイレンシュピーゲル

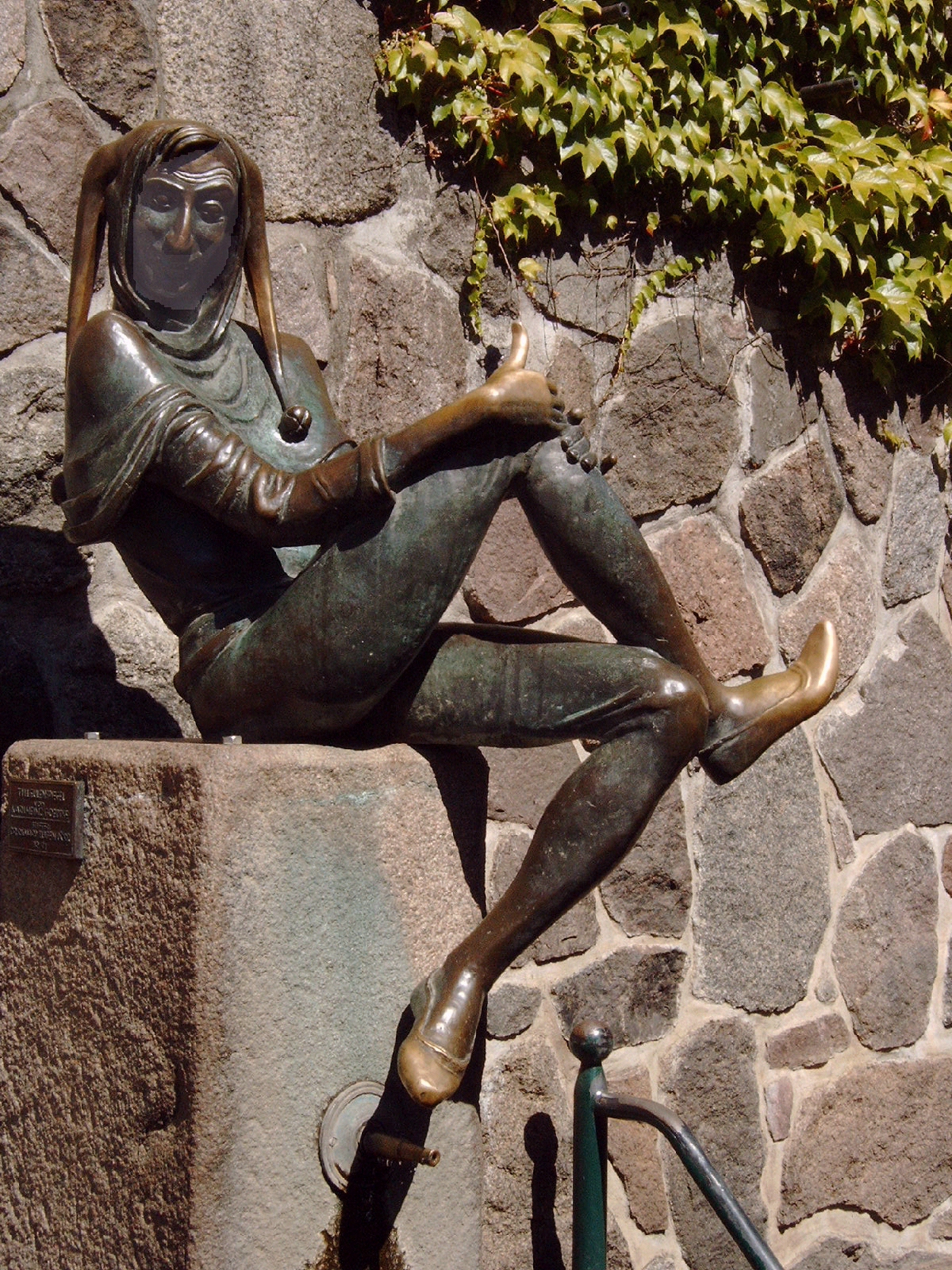
典型的な道化の姿をしたティルの銅像（メルン）

ティルの最期の地とされる北ドイツの都市メルン（Mölln）には彼の銅像や博物館が存在している。また、原典の民衆本とは異なり、典型的な宮廷道化の姿で描かれたものが多く見られる。

## 民衆本の日本語訳
- 阿部謹也 訳『ティル・オイレンシュピーゲルの愉快ないたずら』岩波書店〈岩波文庫〉、1990年。ISBN 978-4003245514。64頁に及ぶ訳注と48頁にわたる解説が作品の理解に役立つ。
- 藤代幸一 訳『ティル・オイレンシュピーゲルの愉快ないたずら』法政大学出版局、1979年。ISBN 978-4588276118。リズミカルな訳文が読んでいて快い。